# Hydnophytum punamense
Hydnophytum punamense är en måreväxtart som beskrevs av Carl Karl Adolf Georg Lauterbach. Hydnophytum punamense ingår i släktet Hydnophytum och familjen måreväxter. Inga underarter finns listade i Catalogue of Life.